# Robert Francis (herec)
Robert Charles Francis (26. února 1930 – 31. července 1955) byl americký herec, který zahynul při leteckém neštěstí.

## Osobní život
Narodil se v kalifornském Glendale. Ve filmu debutoval v roce 1954 westernem They Rode West.
Nejvýraznější roli ztvárnil jako podporučík námořnictva Willie Keith ve snímku z období druhé světové války Vzpoura na lodi Caine (1954) po boku Humphreyho Bogarta a Freda MacMurrayho.
Před smrtí se objevil ještě ve dvou filmech The Long Gray Line a The Bamboo Prison.
Zemřel v Burbanku 31. července 1955 spolu se dvěma dalšími osobami při letecké nehodě, když pilotoval malé letadlo. Je pohřben na hřbitově Forest Lawn Memorial Park v Hollywood Hills.